# Mas Fucimanya (Balsareny)
Mas Fucimanya és una masia del municipi de Balsareny (Bages) inclosa en l'Inventari del Patrimoni Arquitectònic de Catalunya.

## Descripció
Masia de tres plantes, d'estructura rectangular, amb coberta a dues aigües i el carener perpendicular a la façana. La façana té una base ben distribuïda, amb dos portals i una finestra al centre. Els pisos han estat fortament modificats a principis de segle, desfigurant la sòbria façana inicial. La contundència dels volums ha estat debilitada per les reformes.
Als darreres hi ha adossat un petit cos, amb la part superior oberta, suspesa per un pilar.

## Història
L'estructura actual del mas és pròpia de l'època moderna, tot i que és probable que el mas existís amb anterioritat. Els segles XVII -XVIII van ser pròspers per Balsareny i Fucimanya n'és un bon exemple. En aquesta època la casa era propietat del baró de Balsareny, màxim propietari de la zona.